# The Alchemist (filme)
The Alchemist é um filme estadunidense de 1983, do gênero terror, que fala sobre um homem que deseja vingar uma maldição lançada sobre ele por um mago maligno. O filme tem direção de Charles Band (sob o pseudônimo de James Amante) e elenco estrelado por Robert Ginty, Lucinda Dooling e John Sanderford.

## Elenco
- Robert Ginty como Aaron McCallum
- Lucinda Dooling como Lenora Sinclair
- John Sanderford como Cam Rawlins
- Viola Kates Stimpson como Esther McCallum
- Robert Glaudini como DelGatto
- Tony Abatemarco como um demônio
- Billy Scudder como um demônio

## Produção e lançamento
The Alchemist foi produzido em 1981, mas não foi lançado até 1984 (na Noruega, em vídeo) e 31 de maio de 1985 nos Estados Unidos.

## Recepção
O livro VideoHound's Golden Movie Retriever concedeu ao filme um WOOF!, sua classificação mais baixa para um filme, chamando-o de "dolorosamente rotineiro". Richard Scheib, em seu site de crítica de filmes Moria.co, concedeu ao filme meia estrela de cinco, chamando-o de "chato" e criticou a direção lenta do filme e os efeitos especiais ineficazes. A revista Variety chamou-o de "um filme de terror sobrenatural, enfadonho e antiquado (com adição de sangue)". A revista Time Out chamou-lhe um “multi-pastiche espetacularmente de baixa energia”.
A trilha sonora do filme, de Richard Band, recebeu alguns elogios, com Thomas S. Hischak em seu livro The Encyclopedia of Film Composers chamando-a de "satisfatória" e comentando sobre o "elegante tema principal", e o livro Contemporary North American Film Directors: A Wallflower Critical Guide descrevendo-a como "uma trilha sonora muito melhor do que [o filme] requer ou merece".